# Scheinleistung
Die Scheinleistung ist eine Rechengröße, die im Blick auf die Verluste und die Beanspruchung der Bauelemente eines Energieversorgungssystems zu beachten ist, wenn einem elektrischen Verbraucher elektrische Leistung zugeführt wird. Die Scheinleistung stimmt nicht notwendigerweise mit der vom Verbraucher in Form thermischer, mechanischer oder anderer Energie weitergegebenen Leistung überein. Die Scheinleistung {\displaystyle S} wird definiert über die Effektivwerte von elektrischer Stromstärke {\displaystyle I} und elektrischer Spannung {\displaystyle U} und setzt sich zusammen aus der tatsächlich umgesetzten Wirkleistung {\displaystyle P} und einer zusätzlichen Blindleistung {\displaystyle Q_{\text{tot}}}:
{\displaystyle S=U\cdot I={\sqrt {P^{2}+Q_{\text{tot }}^{2}}}}.
Alle drei Leistungsgrößen sind durch Gleichwerte bzw. Integrale definierte Größen. Für sie gibt es bei stationären Vorgängen keine von der Zeit abhängigen Augenblickswerte. Bei der als vorzeichenlos definierten Scheinleistung wird – anders als bei der Wirkleistung – nicht mit einem Zählpfeilsystem durch das Vorzeichen zwischen aufgenommener oder abgegebener Leistung unterschieden.
Bei verschwindender Blindleistung, wie beispielsweise bei Gleichspannung, ist die Scheinleistung gleich dem Betrag der Wirkleistung, sonst größer. Elektrische Betriebsmittel, die eine vorgegebene Wirkleistung übertragen sollen, wie Transformatoren oder elektrische Leitungen, müssen auf die größere Scheinleistung ausgelegt sein. Die elektrische Anschlussleistung wird vielfach ebenfalls als Scheinleistung angegeben.
Statt der Einheit der Leistung Watt (Einheitenzeichen W) wird für Scheinleistung die Einheit Voltampere (Einheitenzeichen VA) verwendet, für die Blindleistung die Einheit Var (Einheitenzeichen var).

## Scheinleistung bei sinusförmigen Größen
Bei sinusförmigen Größen entsteht Verschiebungsblindleistung {\displaystyle Q}, wenn die Phasenwinkel von Stromstärke und Spannung um ein {\displaystyle \varphi } verschoben sind.
Die Spannung und die Stromstärke sind in diesem Fall von der Form
{\displaystyle u(t)={\sqrt {2}}\;U\sin \left({\tfrac {2\pi t}{T}}\right)}
{\displaystyle i(t)={\sqrt {2}}\;I\sin \left({\tfrac {2\pi t}{T}}-\varphi \right)}
Für die Scheinleistung gilt in diesem Fall
{\displaystyle S=U\cdot I={\sqrt {P^{2}+Q^{2}}}}
mit     {\displaystyle P=U\,I\;\cos \varphi }
und   {\displaystyle Q=U\,I\;\sin \varphi ;\ Q_{\mathrm {tot} }=|Q|}
Wenn ein elektrischer Verbraucher oder ein Versorgungsnetz lineare Induktivitäten oder Kapazitäten enthält, benötigen diese zum Aufbau des magnetischen oder elektrischen Feldes eine elektrische Energie, die jedoch nach jeder halben Periodendauer wieder an das Netz zurückgegeben wird. Der für die Feldenergie erforderliche Blindstrom ist gegenüber der Spannung um eine Viertelperiode bzw. 90° verschoben. Die mit dem Transport der Feldenergie verbundene Blindleistung und die im Verbraucher umgesetzte Wirkleistung ergeben pythagoreisch addiert die Scheinleistung.

Leistungszeigerdiagramm bei sinusförmigen Größen

Das Netz und die Betriebsmittel wie z. B. die versorgenden Generatoren und Transformatoren müssen sämtlich für den Wert der Scheinleistung bemessen werden. Dies gilt nur dann nicht, wenn eine Blindstromkompensation den Blindstrom auf die örtlichen verbraucherinternen Leitungen begrenzt.
In der komplexen Wechselstromrechnung für den sinusförmigen Spannungs- bzw. Stromverlauf ist die Scheinleistung definiert als Betrag der komplexen Scheinleistung {\displaystyle {\underline {S}}} und als pythagoräische Summe aus Wirkleistung {\displaystyle P} und Blindleistung {\displaystyle Q}. Die komplexe Scheinleistung ist definiert als das Produkt der komplexen Spannung {\displaystyle {\underline {U}}} mit der konjugiert komplexen Stromstärke {\displaystyle {\underline {I}}^{*}}.
{\displaystyle {\underline {S}}={\underline {U}}\cdot {\underline {I}}^{*}=P+\mathrm {j} Q}
{\displaystyle S=|{\underline {S}}|={\sqrt {P^{2}+Q^{2}}}}

## Scheinleistung bei nicht sinusförmigen Größen

### Der allgemeine Fall
In einem elektrischen Netzwerk mit verzerrten, d. h. nicht sinusförmigen Spannungen oder Strömen treten Oberschwingungen auf. Jedes periodische Signal lässt sich mittels der Fourieranalyse in eine Reihe von einzelnen Sinusschwingungen, sogenannten Spektralkomponenten, zerlegen. Am Beispiel der Stromstärke {\displaystyle I} besteht diese aus
- der Grundschwingung mit dem Effektivwert {\displaystyle I_{1}} und dem Phasenverschiebungswinkel {\displaystyle \varphi _{1}} zur Spannung mit derselben Frequenz
- den Oberschwingungen mit {\displaystyle I_{2}} und {\displaystyle \varphi _{2}}, {\displaystyle I_{3}} und {\displaystyle \varphi _{3}}, {\displaystyle I_{4}} und {\displaystyle \varphi _{4}} usw.

In diesem Fall lässt sich ein {\displaystyle \cos \varphi } nicht mehr angeben. An dessen Stelle tritt der Leistungsfaktor {\displaystyle \lambda ={\tfrac {|P|}{S}}\;.}
Als Beispiele, in denen die Formeln für Sinusgrößen nicht angewendet werden können, seien genannt:
- Nicht lineare Verbraucher, betrieben an einer sinusförmigen Spannungsquelle. Diese enthalten beispielsweise Gleichrichter, wie sie in Netzteilen zu finden sind. Es treten dabei Verzerrungen auf, welche sich auf die Scheinleistung auswirken.
- Magnetische Kreise mit ferromagnetischem Kernmaterial, das Sättigungs- und Hystereseeffekte zeigt − wie z. B. Spulen oder Transformatoren, die sich insbesondere bei Übersteuerung nicht linear verhalten und den Strom verzerren.
- Phasenanschnittsteuerung mit nach jedem Nulldurchgang verzögertem Einschalten des Stroms. Es kommt zumindest beim Strom zu einer zeitlichen Verschiebung in der Grundschwingung und zur Ausbildung von Oberschwingungen.

Zur weiteren Berechnung müssen die zeitlichen Verläufe der Augenblickswerte {\displaystyle u} und {\displaystyle i} oder die Frequenzspektren bekannt sein.
Im Zeitbereich
{\displaystyle S={\frac {1}{T}}{\sqrt {\int _{t_{1}}^{t_{1}+T}u^{2}(t)\ \mathrm {d} t\,\cdot \,\int _{t_{1}}^{t_{1}+T}i^{2}(t)\ \mathrm {d} t}}}
{\displaystyle P={\frac {1}{T}}\int _{t_{1}}^{t_{1}+T}u(t)\cdot i(t)\ \mathrm {d} t}
Im Frequenzbereich
{\displaystyle S={\sqrt {\sum _{k=1}^{\infty }U_{k}^{2}\,\cdot \,\sum _{l=1}^{\infty }I_{l}^{2}}}}
{\displaystyle P=\sum _{k=1}^{\infty }U_{k}\,I_{k}\ \cos \varphi _{k}}
Welchen Beitrag die Blindleistung zur Scheinleistung liefert, lässt sich nicht angeben. Nur der Rückschluss über
{\displaystyle Q_{\mathrm {tot} }={\sqrt {S^{2}-P^{2}}}}
ist möglich.

### Ein Spezialfall
Die Spannung bleibt häufig als eingeprägte Spannung trotz nicht linearer Last unverzerrt, also {\displaystyle U=U_{1}} . Dann vereinfachen sich die Gleichungen zu
{\displaystyle S=U\,{\sqrt {I_{1}^{2}+I_{2}^{2}+I_{3}^{2}+\,\cdots }}}
{\displaystyle P=UI_{1}\,\cos \varphi _{1}}
Die Blindleistung lässt sich in diesem Fall angeben als aus zwei Anteilen bestehend (siehe auch Blindleistung)
{\displaystyle Q_{\mathrm {tot} }={\sqrt {Q_{1}^{2}+Q_{\mathrm {d} }^{2}}}}
mit einer Grundschwingungs-Verschiebungsblindleistung
{\displaystyle Q_{1}=UI_{1}\,\sin \varphi _{1}}
und einer von den Oberschwingungen verursachten Verzerrungsblindleistung
{\displaystyle Q_{\mathrm {d} }=U\,{\sqrt {I_{2}^{2}+I_{3}^{2}+\,\cdots }}}

## Probleme mit Schaltern

### Beispiel Dimmer
Eine Schaltung bestehe aus einer Quelle mit sinusförmiger Spannung, einem Dimmer und einem ohmschen Verbraucher. Hier müssen getrennt betrachtet werden
1. die Leitung zwischen Dimmer und Verbraucher (der Dimmer wird gedanklich der Quelle zugeschlagen) und
2. die Leitung zwischen Quelle und Dimmer (der Dimmer wird gedanklich dem Verbraucher zugeschlagen).

Am ohmschen Widerstand {\displaystyle R} ist jeder Augenblickswert {\displaystyle u} proportional zu {\displaystyle i}
{\displaystyle u=R\cdot i}
Der Strom fließt ab der „Zündung“, also um ein {\displaystyle \alpha T} verzögert zum Nulldurchgang, bis zum nächsten Nulldurchgang und entsprechend in der zweiten Halbperiode. Eingesetzt in die Gleichungen für den Zeitbereich kommt man auf
{\displaystyle S=R\cdot {\frac {2}{T}}\int _{\alpha T}^{T/2}i^{2}\ \mathrm {d} t}
und
{\displaystyle P=R\cdot {\frac {2}{T}}\int _{\alpha T}^{T/2}i^{2}\ \mathrm {d} t}
Also ist hier {\displaystyle S=P} und es gibt keine Verzerrungsblindleistung trotz des verzerrten Stromes. Auf dasselbe Ergebnis kommt man, wenn man beachtet, dass beim ohmschen Verbraucher keine Phasenverschiebung entsteht, dass also für die Gleichungen im Frequenzbereich {\displaystyle \varphi _{k}=0} ist für die Grundschwingung und alle Oberschwingungen.
Anders auf der Leitung zwischen Quelle und Dimmer: Hier fließt derselbe „gedimmte“ Strom, aber die Spannung verläuft ungedimmt sinusförmig. Damit hat die Spannung einen höheren Effektivwert, und es entsteht eine höhere Scheinleistung bei unveränderter Wirkleistung. Diese Erhöhung wird als Blindleistung erklärt, die sowohl Verschiebungsblindleistung als auch Verzerrungsblindleistung enthält. Dabei kann die Verschiebungsblindleistung aber nicht als Anzeichen für Rückspeisung gedeutet werden, denn es gibt kein speicherndes Bauteil in diesem Beispiel. Je verzerrter der Strom wird, desto größer wird {\displaystyle S/P}: Mit zunehmender Verzögerung des Zündzeitpunktes im Dimmer wird {\displaystyle P} immer kleiner, ohne dass − bis {\displaystyle \alpha =1/4} – zugleich der Scheitelwert der Stromstärke abnimmt.

### Beispiel Einweggleichrichter
Eine ähnliche Funktion hat ein Einweggleichrichter, wenn er zur Leistungsverminderung beispielsweise in einer Kaffeemaschine eingesetzt wird. Durch den Gleichrichter wird die Energiezufuhr für jeweils eine halbe Periodendauer unterbrochen, also die Leistung halbiert. Die Heizplatte verhält sich wie ein ohmscher Widerstand {\displaystyle R}. Der Quelle einer sinusförmigen Wechselspannung werden ein in der Amplitude verminderter und in der Phase unveränderter Grundschwingungsstrom und zusätzlich Gleichstrom und Oberschwingungsströme entnommen. Gegenüber dem Betrieb ohne Gleichrichter, der hier als Nennzustand bezeichnet wird, ergibt sich an der Heizplatte
{\displaystyle P={\frac {1}{2}}\,P_{\mathrm {Nenn} }={\frac {1}{2}}\;U_{\mathrm {Nenn} }\cdot I_{\mathrm {Nenn} }={\frac {1}{2}}\;R\cdot I_{\mathrm {Nenn} }^{2}}
und an der Steckdose
{\displaystyle I={\frac {1}{\sqrt {2}}}\,I_{\mathrm {Nenn} }}
{\displaystyle S=U_{\mathrm {Nenn} }\cdot I={\frac {1}{\sqrt {2}}}\,P_{\mathrm {Nenn} }}.
Da die Grundschwingung keine Phasenverschiebung erfährt, ist {\displaystyle Q=0}.
Aussagen zu {\displaystyle Q_{\mathrm {d} }} sind aus der vorstehenden Rechnung wegen des Gleichstromanteils in der Scheinleistung nicht möglich. Zu einem geeigneten Lösungsweg siehe unter Verzerrungsblindleistung.
Anmerkung: Da diese Einweggleichrichtung dem Laststrom einen Gleichstromanteil aufprägt, ist diese Form der Verminderung der Leistung nur noch bei kleinen Leistungen zulässig. Der vorgeschaltete Ortsnetztransformator könnte ansonsten vormagnetisiert werden und damit im ungünstigsten Fall in die Sättigung geraten.